# Sommet (réunion)

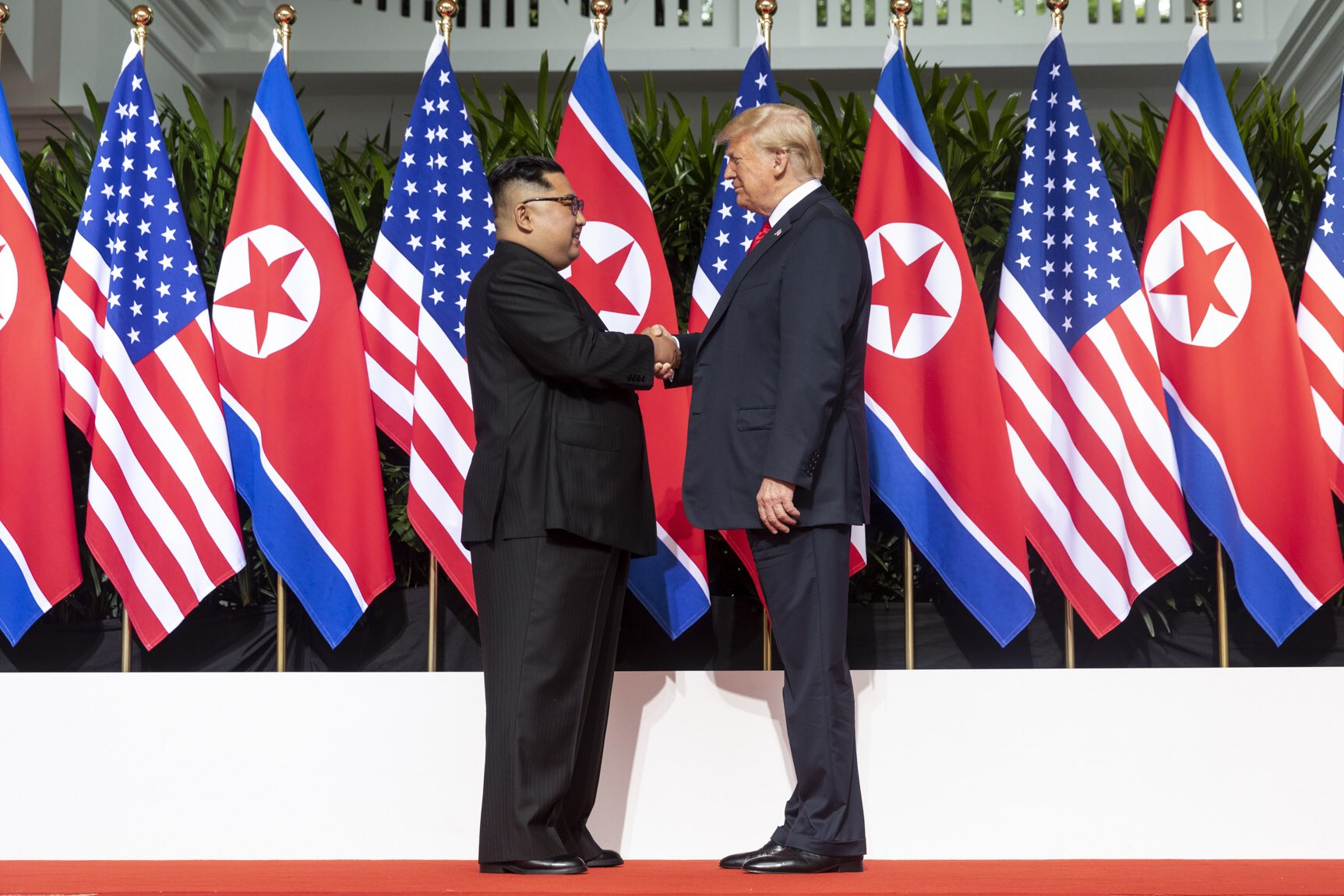
Poignée de main entre Donald Trump et Kim Jong-un en 2018, au sommet Corée du Nord - États-Unis de Singapour.

Une réunion au sommet (ou simplement sommet) est une réunion internationale de chefs d'État ou de gouvernement, généralement avec une exposition médiatique considérable, une sécurité renforcée et un ordre du jour préétabli.
L'invention et la première utilisation de ce terme sont attribuées à Winston Churchill en 1950, par comparaison avec l'ascension de l'Everest, ouvert par le Népal aux alpinistes cette année-là. Le terme peut cependant s'appliquer rétroactivement, notamment aux réunions interalliées de la Seconde Guerre mondiale.
Les réunions au sommet notables incluent celles de Franklin D. Roosevelt, Winston Churchill et Joseph Staline pendant la Seconde Guerre mondiale. Cependant, le terme sommet reste rarement utilisé pour de telles réunions jusqu'au Sommet de Genève (1955). Pendant la guerre froide, lorsque les présidents américains se joignent à leurs homologues soviétiques ou chinois pour des entretiens individuels, les médias qualifient les événements de « sommets ». L'ère de l'après-guerre froide produit une augmentation du nombre d'événements « au sommet »[réf. nécessaire]. De nos jours, les sommets internationaux sont l'expression la plus courante de la gouvernance mondiale.

## Sommets importants

### Conférences interalliéeslors de laSeconde Guerre mondiale
- U.S. - British Staff Conference (ABC-1) (29 janvier au 27 mars 1941)
- Conférence de l'Atlantique (du 9 au 12 août 1941)
- Conférence de Moscou (du 29 septembre au 1er octobre 1941)
- Conférence Arcadia (du 22 décembre 1941 au 14 janvier 1942)
- Deuxième conférence de Washington (du 20 au 25 juin 1942)
- Deuxième conférence de Moscou (du 12 au 17 août 1942)
- Conférence de Cherchell (21 et 22 octobre 1942)
- Conférence de Casablanca (du 14 au 24 janvier 1943)
- Conférence des Bermudes, du 19 au 30 avril 1943
- Troisième conférence de Washington, aussi appelée Conférence Trident (du 12 au 27 mai 1943)
- Conférence de Québec (du 17 au 24 août 1943)
- Troisième conférence de Moscou (du 19 octobre au 1er novembre 1943)
- Conférence du Caire (du 22 au 26 novembre 1943)
- Conférence de Téhéran (du 28 novembre au 1er décembre 1943)
- Deuxième conférence du Caire (du 4 au 6 décembre 1943)
- Conférence des Premiers Ministres du Commonwealth (du 1er au 16 mai 1944)
- Conférence monétaire et financière des Nations Unies (Accords de Bretton Woods), du 1er au 22 juillet 1944
- Conférence de Dumbarton Oaks (du 21 août au 7 octobre 1944)
- Deuxième conférence de Québec (du 12 au 16 septembre 1944)
- Quatrième conférence de Moscou (du 9 au 19 octobre 1944)
- Conférence de Malte (du 30 janvier au 2 février 1945)
- Conférence de Yalta (du 4 au 11 février 1945)
- Conférence des Nations Unies sur l'Organisation internationale (du 25 avril au 26 juin 1945)
- Conférence de Potsdam (du 17 juillet au 2 août 1945)

### Sommets entre les États-Unis et l'Union soviétique
- Sommet de Genève, 18-23 juillet 1955
- Sommet de Washington et Camp David, 15, 26-27 septembre 1959
- Sommet de Paris, 16-17 mai 1960
- Sommet de Vienne, 3-4 juin 1961
- Conférence au sommet de Glassboro, 23 et 25 juin 1967
- Sommet de Moscou (SALT I), 22-30 mai 1972
- Sommet de Washington, 18-25 juin 1973
- Sommet de Moscou, 28 juin - 3 juillet 1974
- Réunion au sommet de Vladivostok sur le contrôle des armements, 23-24 novembre 1974
- Sommet d'Helsinki, 30 juillet et 2 août 1975
- Sommet de Vienne (SALT II), 15-18 juin 1979
- Sommet de Genève, 19-21 novembre 1985
- Sommet de Reykjavík, 10-12 octobre 1986
- Sommet de Washington, 7-10 décembre 1987
- Sommet de Moscou, 29 mai – 1er juin 1988
- Sommet de New York, 7 décembre 1988
- Sommet de Malte, 2-3 décembre 1989
- Washington DC, 30 mai – 3 juin 1990
- Sommet d'Helsinki, 9 septembre 1990
- Sommet de Paris, 19 novembre 1990
- Sommet de Londres, 17 juillet 1991
- Sommet de Moscou (START I), 30-31 juillet 1991
- Sommet de Madrid, 29-30 octobre 1991

### Sommets Russie-États-Unis
- 2001 - Sommet de Slovénie de 2001
- 2005 - Sommet de Slovaquie de 2005
- 2018 - Sommet Russie - États-Unis à Helsinki
- 2021 - Sommet Russie - États-Unis à Genève
- 2025 - Sommet entre les États-Unis et la Russie de 2025 à Anchorage en Alaska

### Sommets de la Ligue arabe
- 1974 - Sommet-conférence de Rabat
- 2002 - Sommet de Beyrouth

### Sommets de la Terre
- 1992 - Sommet de la Terre de Rio de Janeiro, Brésil
- 2002 - Sommet de la Terre de Johannesbourg, Afrique du Sud
- 2012 - Sommet de la Terre de Rio de Janeiro, Brésil

### Sommets en G-

#### Groupe des Six (G6),chefs de gouvernement
- 1975 – 1er sommet du G6, Château de Rambouillet

#### Groupe des Sept (G7), chefs de gouvernement
De 1976 à 1996 a lieu chaque année un sommet réunissant les membres du G7. Ils ont lieu successivement à : 
- San Juan en 1976
- Londres en 1977
- Bonn en 1978
- Tokyo en 1979
- Venise en 1980
- Montebello (Québec) en 1981
- Versailles en 1982
- Williamsburg (Virginie) en 1983
- Londres à nouveau en 1984
- Bonn encore une fois en 1985
- Tokyo à nouveau en 1986
- Venise à nouveau en 1987
- Toronto en 1988
- Paris la Défense en 1989
- Houston en 1990
- Londres, pour la troisième fois, en 1991
- Munich en 1992
- Tokyo, une troisième fois également, en 1993
- Naples en 1994
- Halifax en 1995
- Lyon en 1996.

#### Groupe des Huit (G8), chefs de gouvernement
De 1997 à 2013 a lieu chaque année un sommet réunissant les membres du G8. Ces sommets ont lieu à :
- Denver en 1997
- Birmingham en 1998
- Cologne en 1999
- Okinawa en 2000
- Gênes en 2001
- Kananaskis Village, au Canada, en 2002
- Évian-les-Bains en 2003
- Sea Island en 2004
- Gleneagles, en Écosse, en 2005
- Saint-Pétersbourg en 2006
- Heiligendamm en 2007
- Tōyako en 2008
- L'Aquila, dans les Abruzzes, en 2009
- Huntsville, en Ontario, en 2010
- Deauville, en 2011
- Camp David, dans le Maryland, en 2012
- Lough Erne, dans le comté de Fermanagh en Irlande, en 2013

#### Groupe des Sept (G7), chefs de gouvernement
À partir de 2014 et l'exclusion de la Russie à la suite de l'annexion de la Crimée, le nombre de pays membres repasse à 7, le groupe redevient le G7. Depuis, une réunion a toujours lieu chaque année, à l'exception de 2020, en raison de la pandémie de Covid-19. Celle-ci s'est tenue à :
- Bruxelles en 2014
- Schoss Elmau, en Bavière, en 2015
- Shima, au Japon, en 2016
- Taormine, en Sicile, en 2017
- La Malbaie, au Québec, en 2018
- Biarritz en 2019
- Carbis Bay, en Cornouailles, en 2021
- Schloss Elmau, une nouvelle fois, en 2022
- Hiroshima en 2023[5]

#### Groupe des Vingt (G20), chefs de gouvernement
Les sommets du G20 ont lieu depuis 2008, à :
- Washington en 2008
- Londres en 2009
- Pittsburgh, en Pennsylvanie, en 2009 également
- Toronto, en 2010
- Séoul en 2010
- Cannes en 2011
- Los Cabos, en Basse-Californie du Sud, au Mexique, en 2012
- Saint-Pétersbourg en 2013
- Brisbane, en Australie, en 2014
- Antalya, en Turquie, en 2015
- Hangzhou, en Chine, en 2016
- Hambourg en 2017
- Buenos Aires en 2018
- Osaka, au Japon, en 2019
- Riyad, capitale de l'Arabie Saoudite, en 2020
- Rome en 2021
- Bali, en Indonésie en 2022
- New Delhi en 2023[6]

### Sommets européens
- 1969 - La Hague : Politique extérieure et élargissement
- 1974 - Paris : Création du Conseil de l'Europe
- 1985 - Milan
- 1991 - Maastricht : Accord sur le traité de Maastricht
- 1997 - Amsterdam : Accord sur le traité d'Amsterdam
- 1998 - Bruxelles : Sélection des États membres pour l'adoption de l'euro
- 1999 - Cologne : Déclaration sur les forces militaires
- 1999 - Tampere : Réforme des institutions
- 2000 - Lisbonne : Stratégie de Lisbonne
- 2002 - Copenhague : Accord de mai 2004 pour l'élargissement de l'Union Européenne
- 2007 - Lisbonne : Accord sur le Traité de Lisbonne

### Sommets inter-coréens
- 2000 - 1er sommet inter-coréen
- 2007 - 2e sommet inter-coréen
- 2018 - Sommet inter-coréen d'avril 2018
- 2018 - Sommet inter-coréen de mai 2018
- 2018 - Sommet inter-coréen de septembre 2018

### Sommets américains

#### Sommets des Amériques
- 1994 - 1er sommet des Amériques à Miami aux États-Unis
- 1996 - Sommet des Amériques pour le développement durable à Santa Cruz de la Sierra en Bolivie
- 1998 - 2e sommet des Amériques à Santiago au Chili
- 2001 - 3e sommet des Amériques à Québec au Canada
- 2004 - Sommet spécial des Amériques de Monterrey au Mexique
- 2005 - 4e sommet des amériques à Mar Del Plata en Argentine

#### Sommets sud-américains
- 2000 - Sommet sud-américain de 2000 au Brésil
- 2002 - Sommet sud-américain de 2002 à Guayaquil en Équateur
- 2004 - Sommet sud-américain de 2004 à Cuzco au Pérou

### Conférences internationales de l'ONU sur l'Afghanistan
- 2001 - Bonn
- 2004 - Berlin
- 2006 - Londres
- 2007 - Rome : l'état de droit en Afghanistan
- 2008 - Paris
- 2009 - Moscou
- 2009 - La Hague
- 2010 - Londres

### Objectifs du millénaire pour le développement
| - 2000 – Sommet du millénaire, New York | - 2005 – Sommet mondial de 2005, New York |

### Autres sommets
- 1520 - Camp du Drap d'Or
- 1955 - Sommet de Genève
- 1967 - Conférence au sommet de Glassboro
- 1985 - Sommet Shamrock (en)
- 1989 - Sommet de Malte
- 1990 - Sommet mondial pour l'enfance
- 2000 - Sommet de Camp David II
- 2001 - Sommet d'Agra
- 2001 - Sommet de Taba
- 2005 - Sommet de Charm-el-Cheikh
- 2015 - Sommet de La Valette sur les migrations
- 2017 - Sommet de Riyad de 2017
- 2018 - Sommet entre la Corée du Nord et les États-Unis à Singapour en 2018
- 2019 - Sommet entre la Corée du Nord et les États-Unis à Hanoï en 2019
- 2023 - Sommet France-Chine de 2023
- Depuis 1979 - COP sur le climat et la biodiversité

## Contre-sommet
Les rencontres au sommet donnent parfois lieu à des « contre-sommets », organisés par des opposants à ces rencontres, souvent issu du mouvement altermondialiste ou anticapitaliste,. En 2019, un « contre-sommet » est ainsi organisé en marge du sommet du G7 à Biarritz,.
Le terme date en fait de 1999, et le premier « contre-sommet », qui consiste en une série de rassemblements et manifestations, est organisé à Seattle en parallèle de la rencontre de l'Organisation Mondiale du Commerce. Plusieurs suivront au cours des années 2000 et 2010, cumulant jusqu'à plusieurs centaines de milliers de participants, et donnant parfois lieu à des affrontements avec les forces de l'ordre, comme à Gênes en 2001, où un manifestant est tué par balles, et de nombreux autres blessés,.